# あすなろ (アルバム)
『あすなろ』は、Jungle Smileの4枚目のスタジオ・アルバム。

## 概要
- Jungle Smile最後のオリジナルアルバム。

## 収録曲
1. まぼろしを
2. 夢見る頃は過ぎても
3. 翔べ! イカロス
7thシングル。
4. チロ
5. 初恋
7thシングルのカップリング曲。
6. なんてバカな女だろう
7. タコプーチョっ!! (いい女 第2巻)
8. 白い恋人
6thシングル。
9. 希望
10. 祈り
8thシングルとしてリカット。